# Amtsgericht Langendreer
Das Amtsgericht Langendreer war von 1909 bis 1977 ein im Bochumer Stadtteil Langendreer beheimatetes Amtsgericht.

## Geschichte
Das Amtsgericht Langendreer wurde durch das preußische Gesetz, betreffend die Errichtung eines Amtsgerichts in Langendreer vom 2. Januar 1905 eingerichtet. Dessen Sprengel bildeten die Orte Langendreer, Stockum, Somborn, Düren und Werne aus dem Landkreis Bochum. Diese befanden sich zuvor im Sprengel des Amtsgerichts Bochum. Mit Verordnung vom 21. Dezember 1908 wurde die Aufnahme des Gerichtsbetriebs zum 1. April 1909 festgelegt. Das Amtsgericht Langendreer war dem Landgericht Bochum zugeordnet.
Am 31. Dezember 1977 wurde das Amtsgericht Langendreer aufgehoben und sein Sprengel dem Amtsgericht Bochum zugewiesen.

## Amtsgerichtsgebäude
Das Gebäude wurde in den Jahren 1907 bis 1909 am damaligen Kaiserplatz (heute Carl-von-Ossietzky-Platz) vom preußischen Staat aufgrund des Gesetzes zur Errichtung eines Amtsgerichts vom 2. Januar 1905 errichtet, das zum 1. Oktober 1908 in Kraft trat. Am 31. März 1909 erfolgte die Einweihung. Heute befinden sich dort die Bezirksverwaltung und die Bezirksvertretung des Bochumer Bezirks Langendreer (Bochum-Ost).